# Allegiant Air
Pour les articles homonymes, voir AAY.
Travel is our deal
Allegiant Air (Code AITA : G4 ; code OACI : AAY; NASDAQ : ALGT) est une compagnie aérienne à bas prix américaine propriété du groupe Allegiant Travel Co. basée à Entreprise au Nevada (États-Unis). Elle assure des vols intérieurs commerciaux ainsi que charters uniquement aux États-Unis, depuis sa plate-forme de correspondance de l'aéroport international McCarran, ainsi que de ses 9 plates-formes de correspondances secondaires.

## Histoire
En 2024, Allegiant Air se place parmi les trois compagnies aérienne les plus performantes des États-Unis devant American Airlines, United et Southwest.
En 2025, Allegiant Air est désignée par Skytrax comme la meilleure compagnie aérienne à bas prix des États-Unis, ainsi que du continent nord-américain.

## Principaux actionnaires

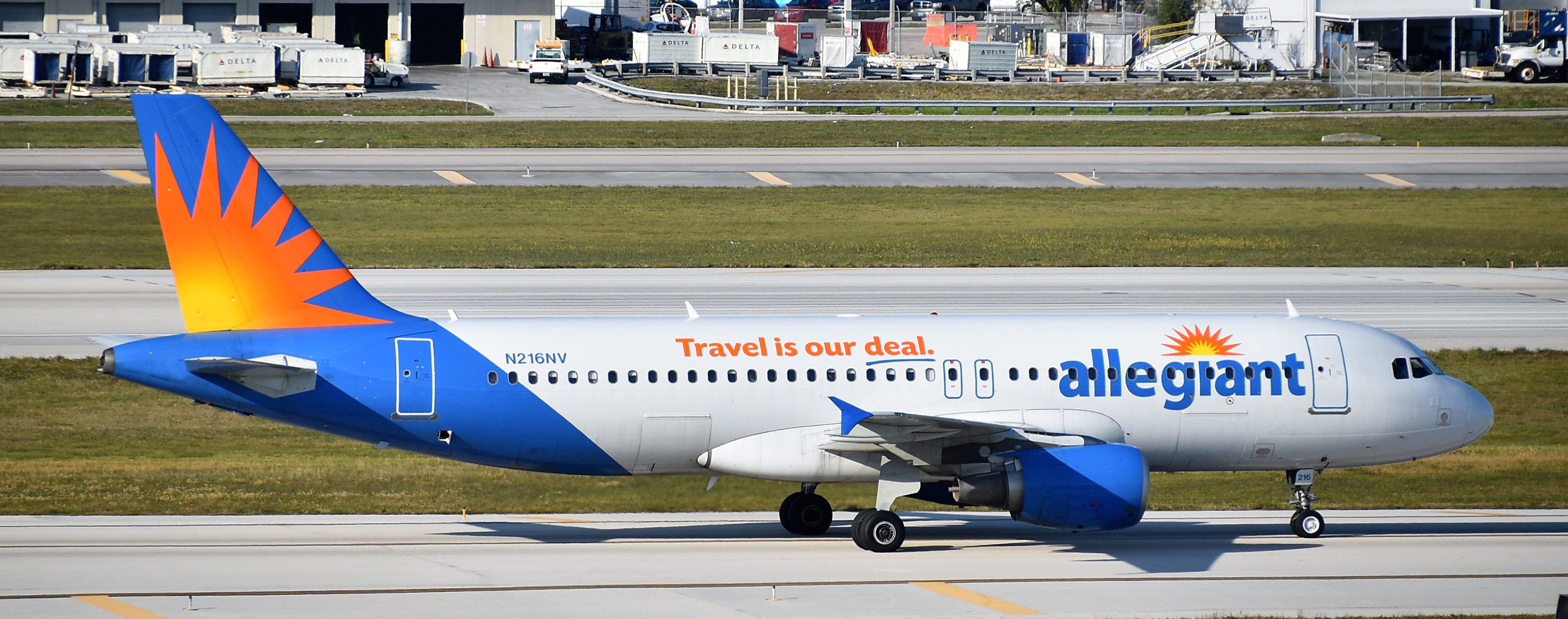
Un Airbus A320 d'Allegiant Air

Au 17 septembre 2023.
| Maurice J. Gallagher                           | 12,94% |
| Vanguard Group                                 | 9,284% |
| T. Rowe Price Investment Management, Inc.      | 5,397% |
| Diamond Hill Capital Management, Inc.          | 2,808% |
| Franklin Advisers, Inc.                        | 2,471% |
| Macquarie Investment Management Business Trust | 2,437% |
| Dimensional Fund Advisors LP                   | 2,076% |
| Geneva Capital Management LLC                  | 1,994% |
| John Redmond                                   | 1,795% |
| Geode Capital Management LLC                   | 1,670% |

## Destinations
Allegiant Air dessert 124 destinations uniquement aux États-Unis.

## Flotte
En mai 2025, les appareils suivants sont en service au sein de la flotte d'Allegiant Air:
Pour compléter sa flotte, Allegiant privilégie l'achat d'avions d'occasions. En janvier 2010, elle a signé un contrat pour prendre possession des avions MD-80 stockés par SAS (18 appareils). Le 5 mars 2010, Allegiant choisit le Boeing 757-200 d'occasion pour mettre en place sa ligne sur Hawaï. (Livraison de 6 appareils entre mi 2010 et fin 2011).
Particularité : ses Airbus A319, achetés d’occasion sont tous des anciens appareils d'EasyJet ou de CEBU Pacific Air (bien que certains soient déjà passés par un second propriétaire), la raison est que ces appareils, contrairement aux A319 classiques, possèdent deux paire de sorties de secours au-dessus des ailes, ce qui autorise de dépasser la limite de 145 passagers imposée aux A319 classiques qui ne disposent que d’une paire de sorties de secours.
En 2016, elle commande pour la première fois des appareils neufs (12 Airbus A320) et envisage d'exploiter une flotte entièrement composée d'avions de la famille de l'A320 à l'horizon 2020. L'objectif sera finalement atteint dès la fin du mois de novembre 2018, date à laquelle la compagnie retire ses derniers McDonnell Douglas du service, des MD-83 et MD-88.
Début janvier 2022, Allegiant passe pour la première fois une commande ferme de 50 Boeing 737 MAX, avec des options pour 50 autres, pour remplacer progressivement une partie de sa flotte d'Airbus A319 et A320. Dans le détail, Allegiant commande ferme 30 737-7 et 20 737-8-200, la version densifiée de l'avion. Elle annonce également vouloir continuer à se procurer des Airbus d'occasion, comme pour ses précédents achats.

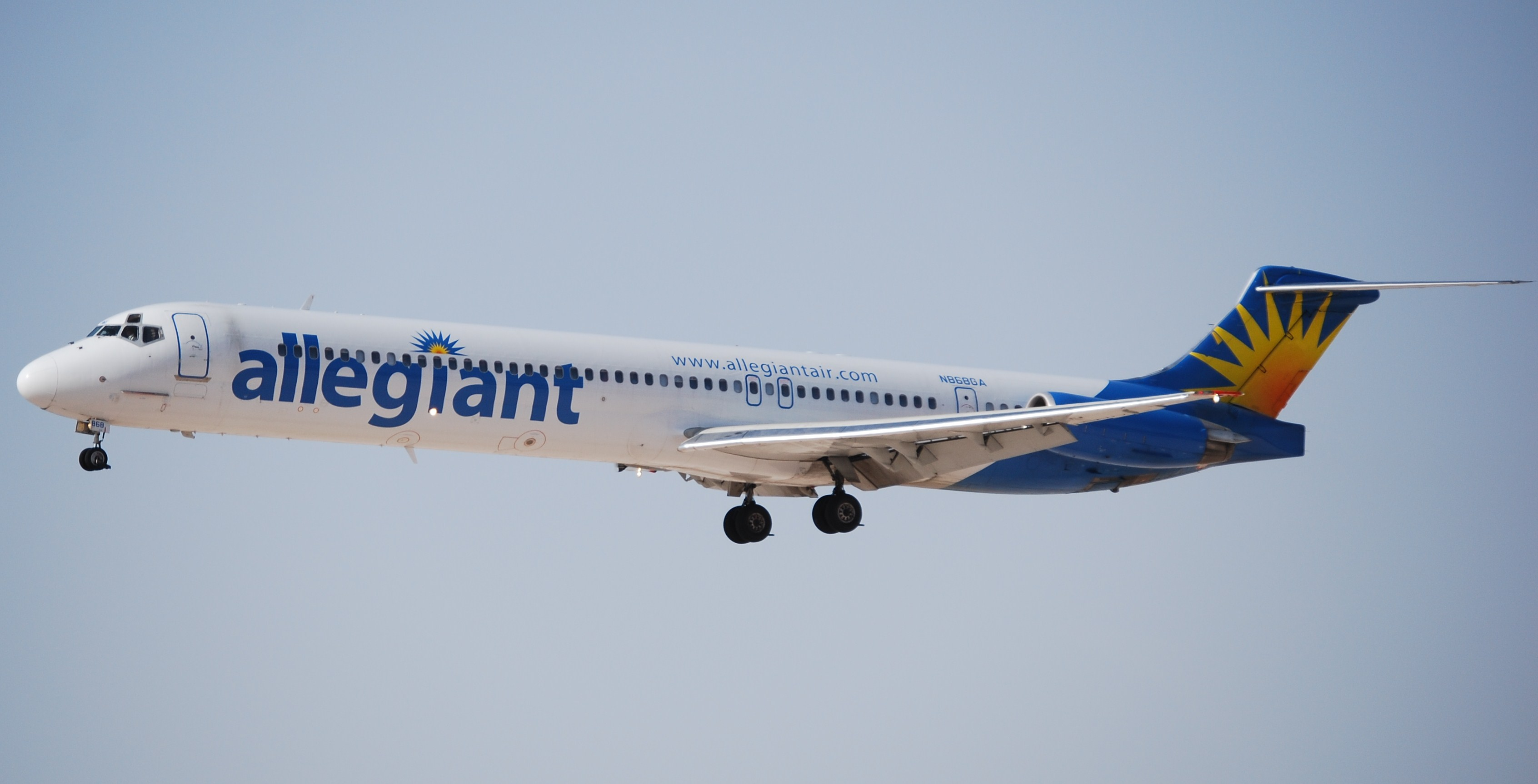
McDonnell Douglas MD-83

### Flotte Historique
- Boeing 757-200
- McDonnell Douglas MD-82
- McDonnell Douglas MD-83
- McDonnell Douglas MD-87
- McDonnell Douglas MD-88

## Galerie

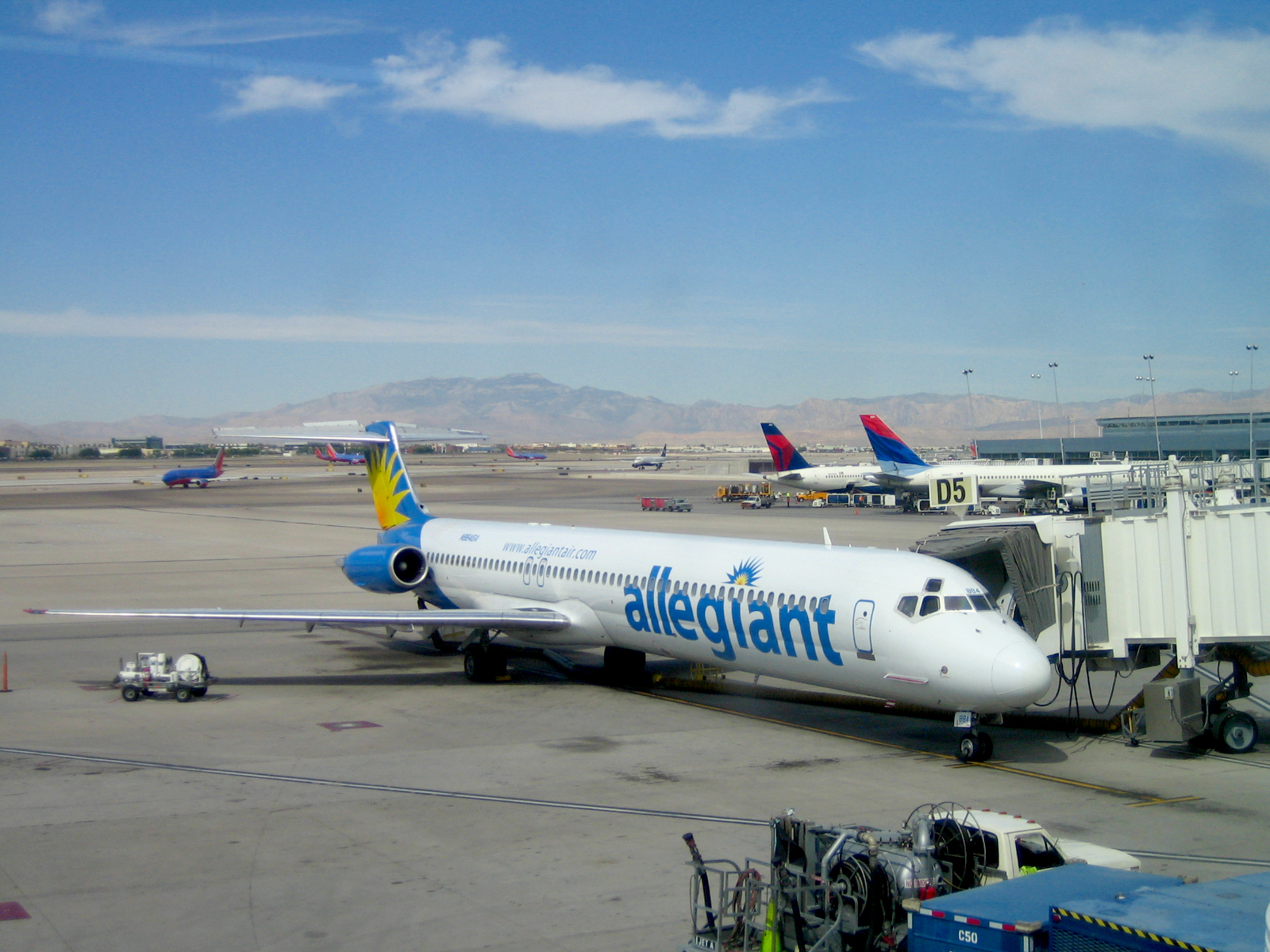
MD-80 d'Allegiant Air à l'aéroport international McCarran de Las Vegas
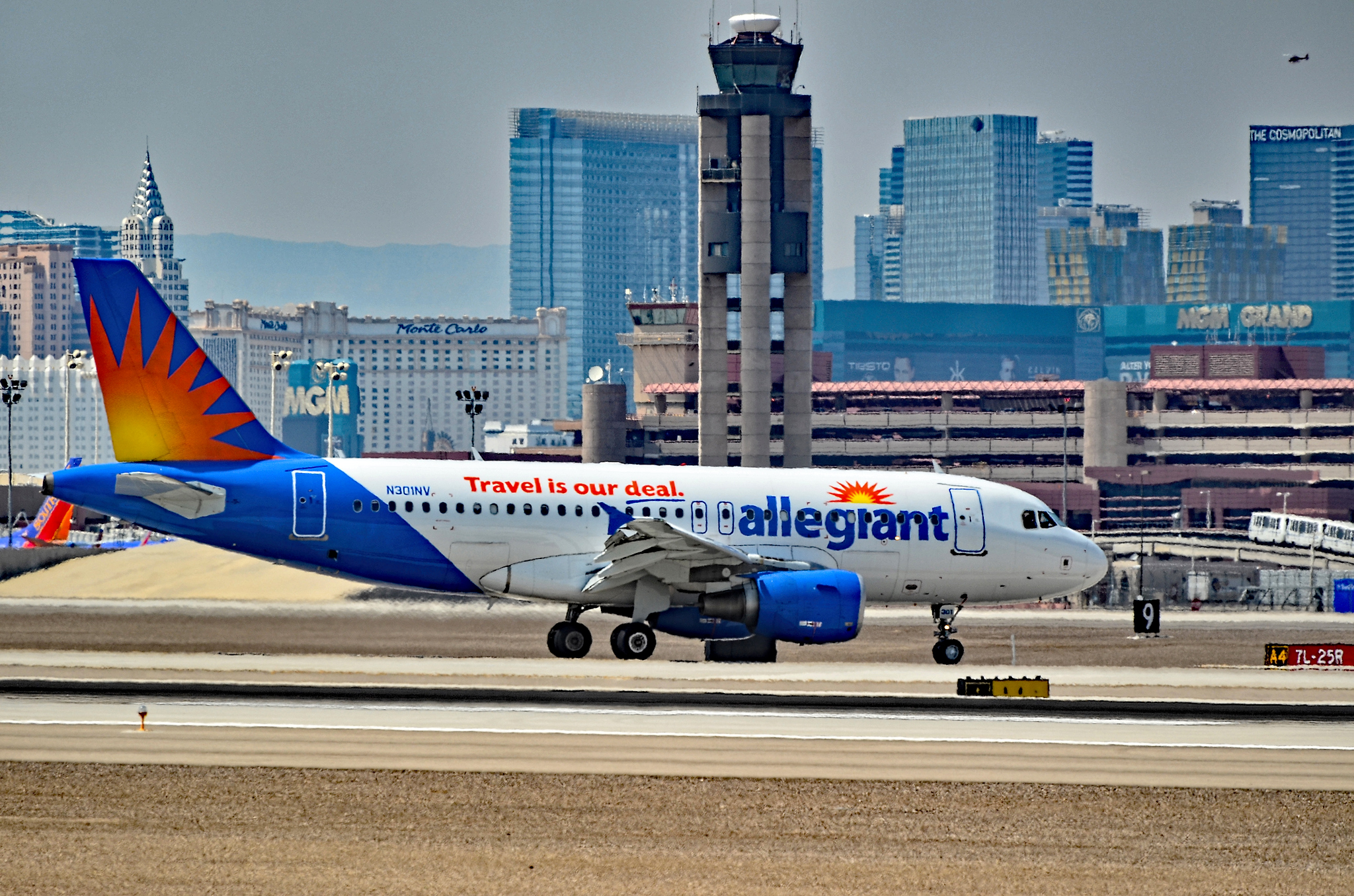
Airbus A319-112
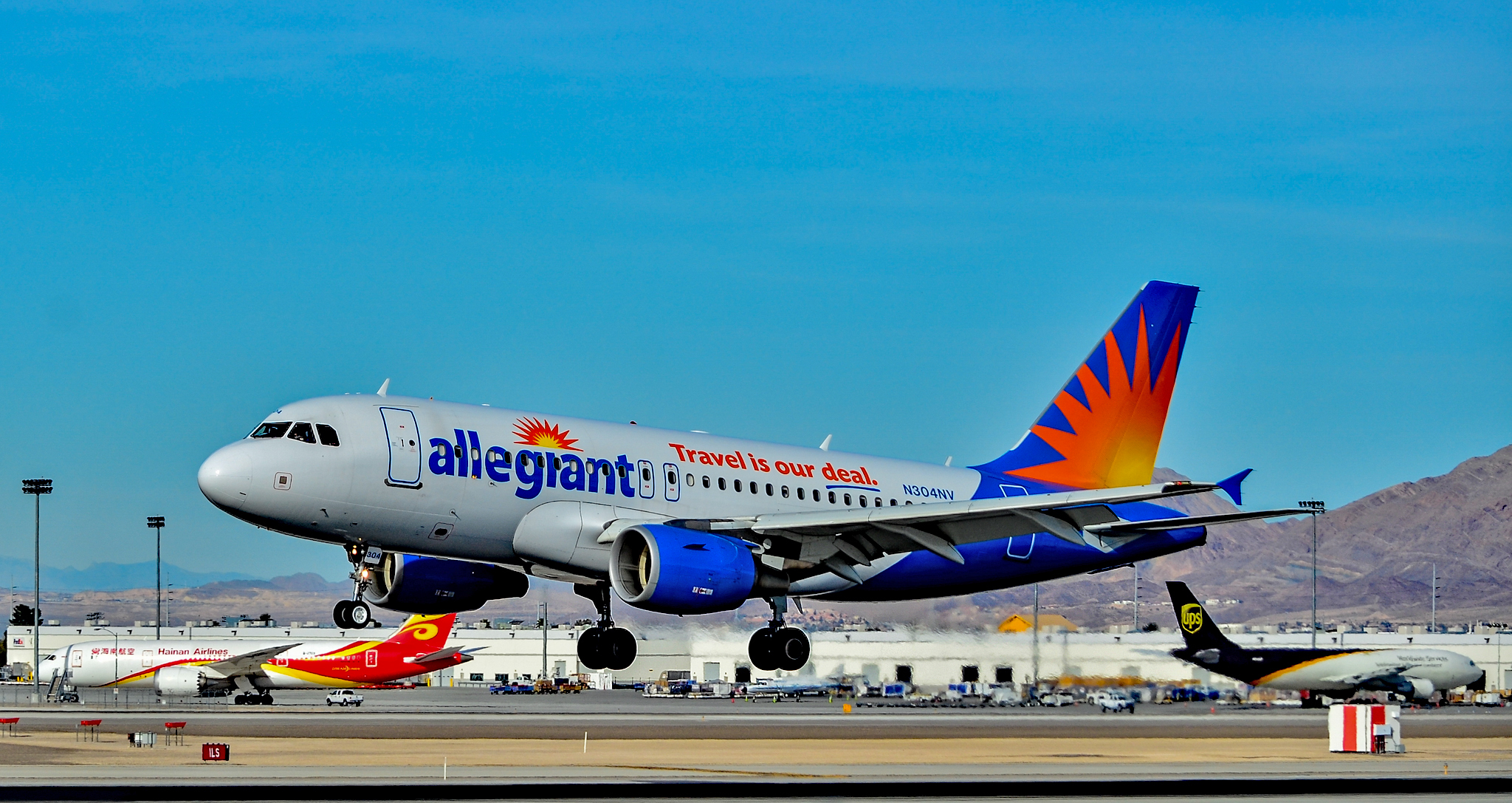
Un Airbus A319 en 2004
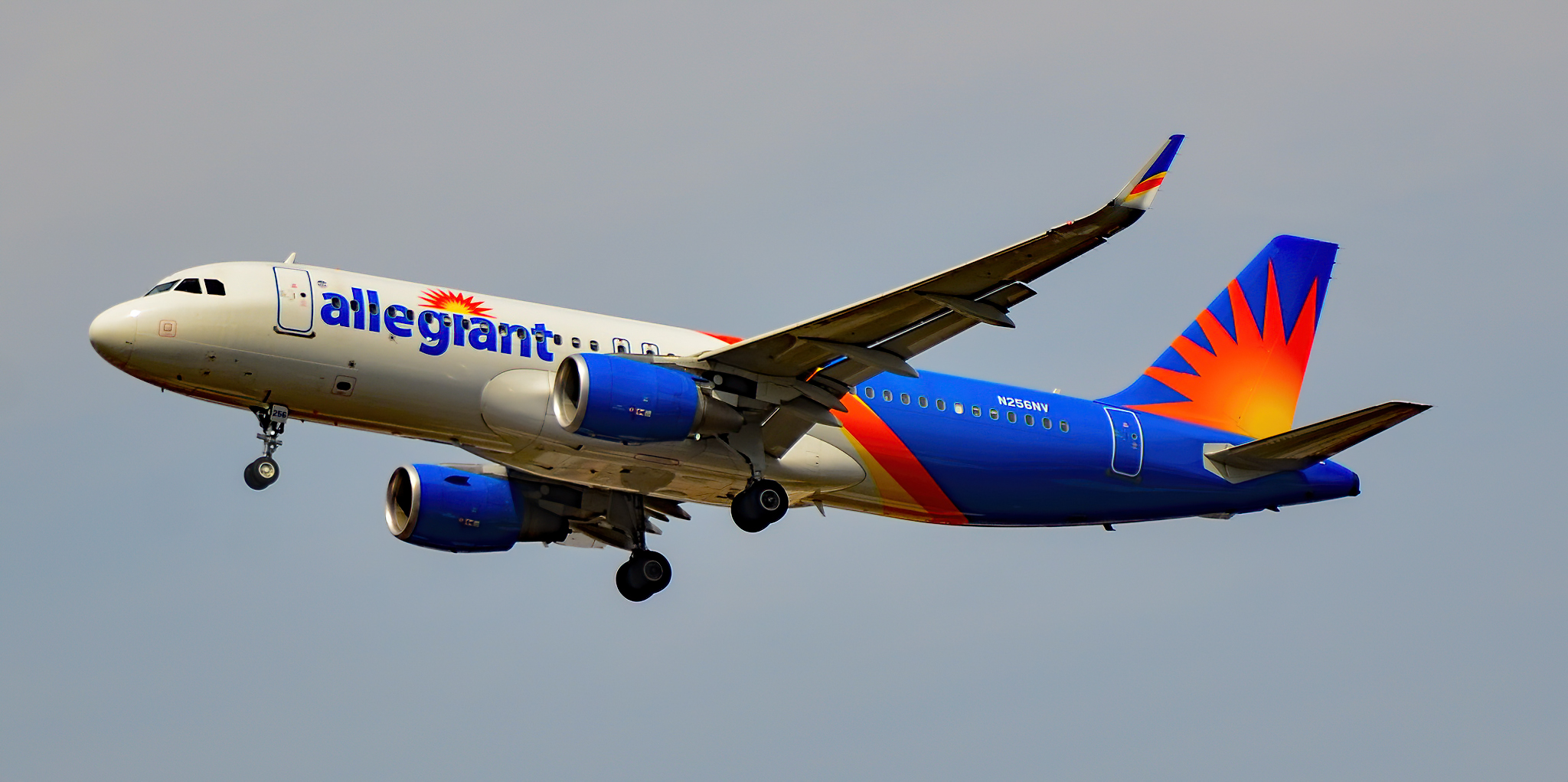
Allegiant Air A320-200
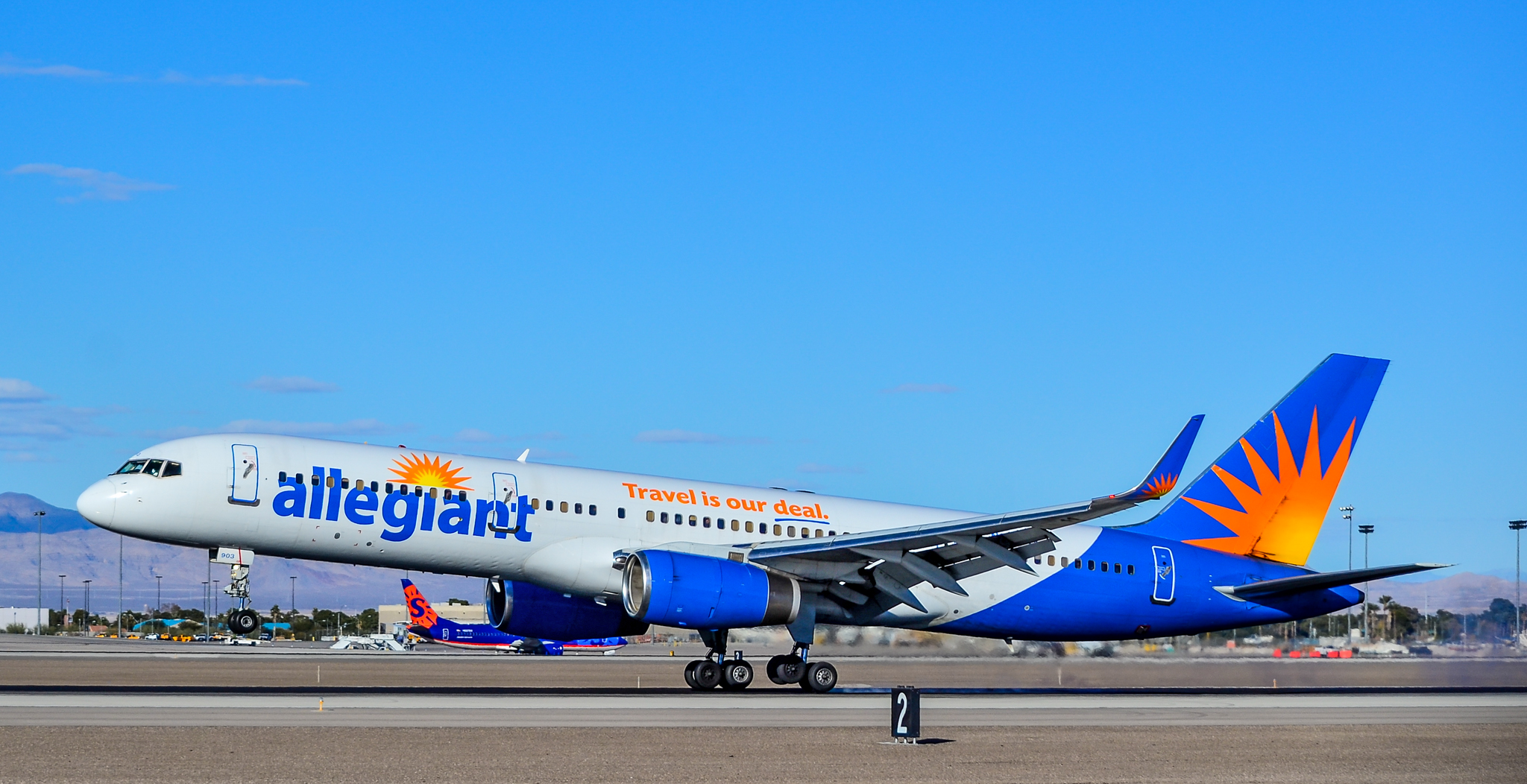
Allegiant Air 757-204
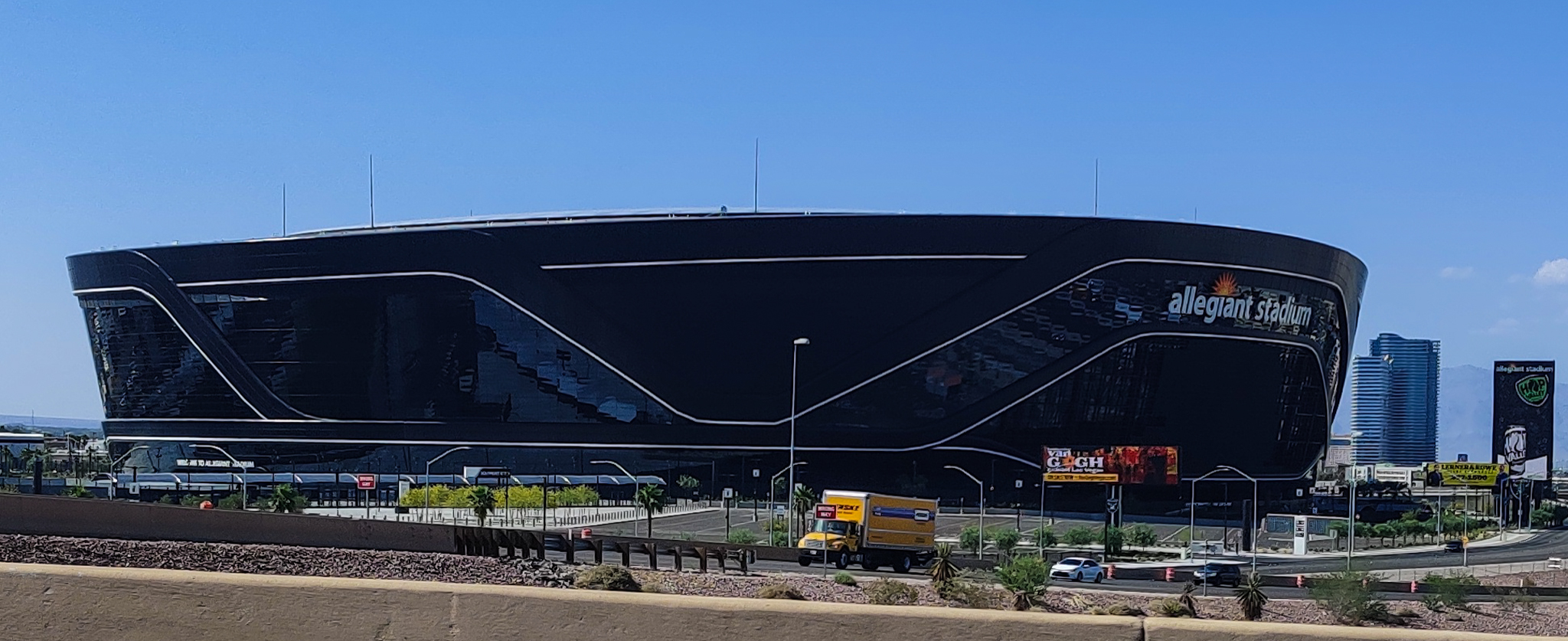
Allegiant Stadium à Las Vegas
- Allegiant Stadium à Las Vegas